# Schloss Mühlbach
Schloss Mühlbach ist ein Schloss in Mühlbach, einer Katastralgemeinde von Hohenwarth-Mühlbach am Manhartsberg im Bezirk Hollabrunn in Niederösterreich. Es steht unter Denkmalschutz.

## Geschichte
Die Pfarre Mühlbach (Mulibach) wird 1083 erstmals in einer Schenkung an das Kloster Göttweig urkundlich erwähnt. Das Geschlecht der Mühlbacher war mit den Burggrafen von Gars und den Herren von Maissau verwandt. Eberhard wird 1318 als letzter Mühlbacher genannt. Es folgen die Wallseer und 1361 die Hofkirchen als Burgherrn. 1481 wird die Burg zerstört, bleibt dann lange eine Ruine und wurde erst ab 1598 durch Wolf II. von Hofkirchen als Renaissanceschloss erneuert. Als Protestant verliert Hofkirchen nach 1620 seine Güter, es folgen die Carl von Carlshofen und die Grafen Engl von Wagrain als Eigentümer. Ab 1840 bauen die Gudenus ihr neu erworbenes Schloss im Stil des Historismus um, das bis heute noch in ihrem Besitz ist.

## Architektur
Im Zentrum des Ortes gelegen, bildet das Schloss mit dem Wirtschaftshof, der Kirche, dem ehemaligen Pfarrhof und dem Landschaftsgarten ein weitgehend intaktes Ensemble, umgeben vom Rest des einstigen Wehrgrabens.
Das dreigeschoßige Hauptschloss bildet im Grundriss ein unregelmäßiges Sechseck. Der Zugang zum Innenhof ermöglicht eine Durchfahrt im gedrungenen Torturm, auf dem sich das große Allianzwappen der Familien Engl und Sinzendorf befindet. Die Vorderfront des Schlosses wird durch zwei schlanke, über Eck gestellte Ecktürme mit spitze schindelgedeckte Zeltdächern verstärkt.
Eine Freitreppe führt im sechseckigen Innenhof in den ersten Stock des Südtraktes.
Dort ist eine hohe vierachsige Halle, die von einem Tonnengewölbe mit Stichkappen überspannt wird. Die Decke des Nebenzimmers ist mit Bandlwerkstuck verziert. Im Schloss haben sich einige Einrichtungsgegenstände aus der ersten Hälfte des 18. Jh. erhalten.
Gegenüber der Straße liegt ein ehemaliger französischer Garten und anschließend ein englischer Landschaftspark mit seltenen Bäumen und einem Teich aus dem 18. Jahrhundert.